# ريجي كيلي
ريجي كيلي (بالإنجليزية: Reggie Keely)‏ مواليد 9 يونيو 1991 في يونيفيرسيتي هايتس، هو لاعب كرة سلة أمريكي. بدأ مسيرته الاحترافية في سنة 2013. يحمل الرقم 30. يبلغ طوله 6 قدم 9 بوصة (2.1 م). لعب مع نادي دن هيلدر لكرة السلة وإم زد تي سكوبيه.

## روابط خارجية
- ريجي كيلي على موقع كرة السلة الأوروبية.كوم (الإنجليزية)
- ريجي كيلي على موقع كلية كرة السلة في سبورتس رفرنس.كوم (الإنجليزية)
- ريجي كيلي على موقع ريلجم (الإنجليزية)
- ريجي كيلي على موقع بروبوليرز (الإنجليزية)
- ريجي كيلي على موقع سبورتس رفرنس (الإنجليزية)